# Pholcomma barnesi
Pholcomma barnesi là một loài nhện trong họ Theridiidae.
Loài này thuộc chi Pholcomma. Pholcomma barnesi được Herbert Walter Levi miêu tả năm 1957.